# Egor Petrovič Tolstoj
Yegor Petrovič Tolstoj, in russo Егор Петрович Толстой (Pau, 19 luglio 1802 – 25 marzo 1874), è stato un militare e politico russo.

## Biografia
Dopo essersi arruolato nel 1819, durante il Congresso di Lubiana viene trasferito al reggimento delle guardie imperiali come aiutante di campo del generale Alexander von Neidgar.
Nel 1826 partecipa alla Guerra russo-persiana come aiutante di campo del principe Menšikov. Durante la guerra russo-turca venne nominato aiutante di campo di zar Nicola I.
Nel 1831 partecipa alla repressione della Rivolta di Novembre in Polonia.

## La carriera politica
Nominato Ministro degli Interni nel 1835, nell'aprile 1851 viene nominato governatore di Kaluga e nell'aprile 1854 governatore generale della città di Taganrog che difende dall'assedio franco-britannico durante la guerra di Crimea.
Nel 1859 viene nominato governatore di Penza due anni dopo viene nominato senatore.